# Musée maritime de Finlande

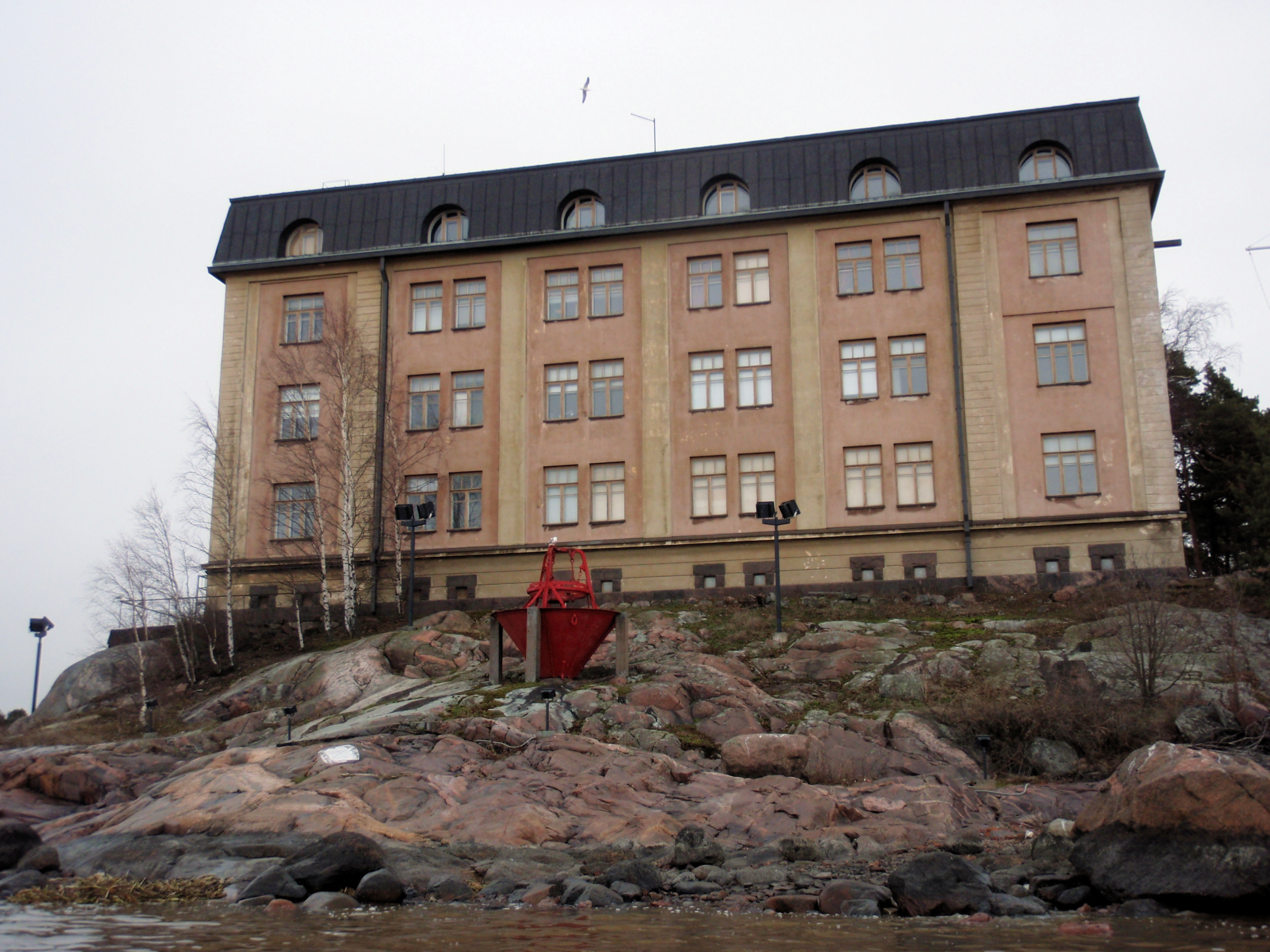
L'ancien musée de la mer de Hylkysaari.

Le musée maritime de Finlande  (finnois : Suomen merimuseo, suédois : Finlands sjöhistoriska museum) appartenant au musée national de Finlande, est situé dans le centre maritime de Vellamo à Kotka en Finlande.

## Historique
Le Musée maritime de Finlande a été transféré en 2008 de Hylkysaari à Kotka.

## Collections

### Espaces d'exposition

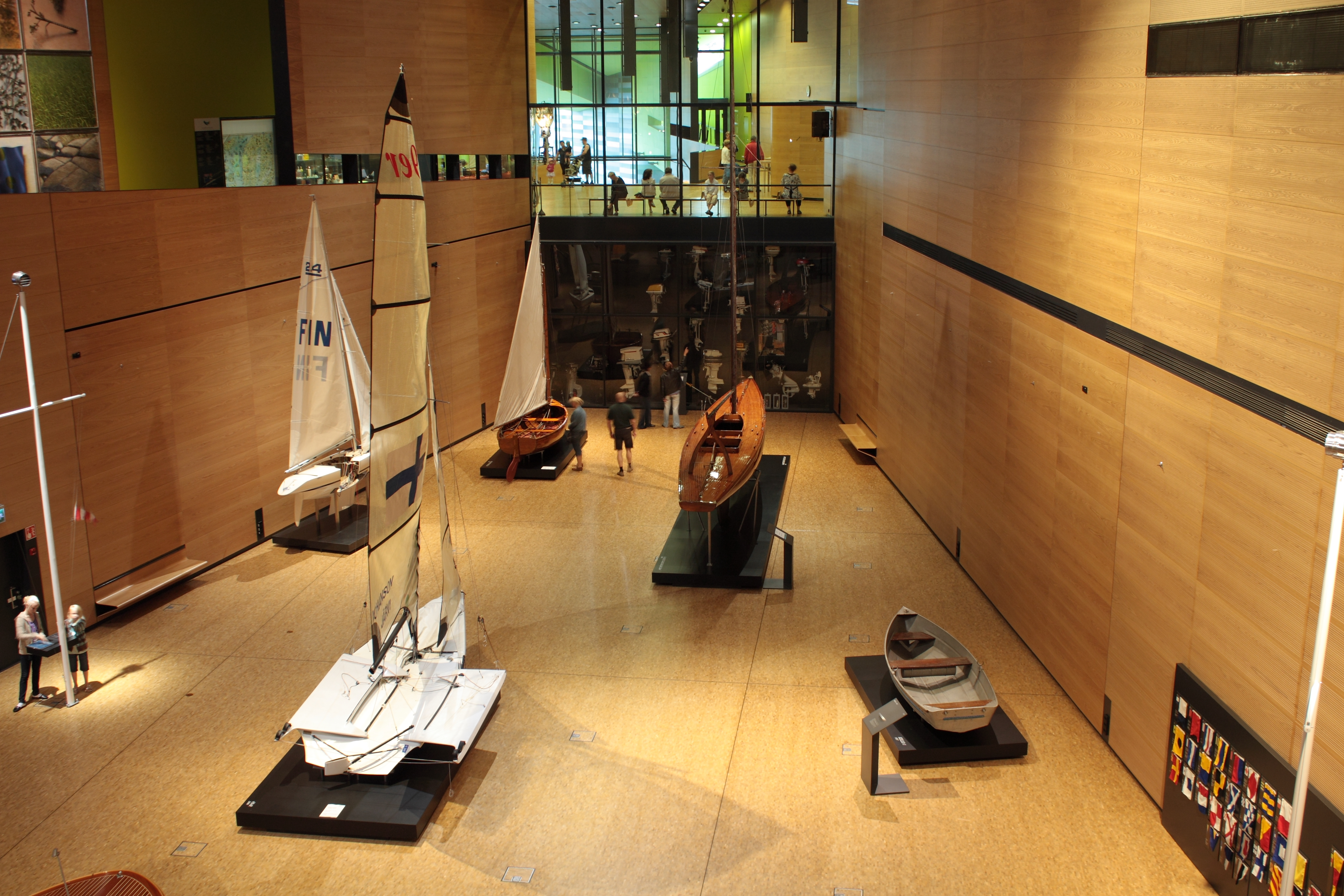
Hall d'exposition
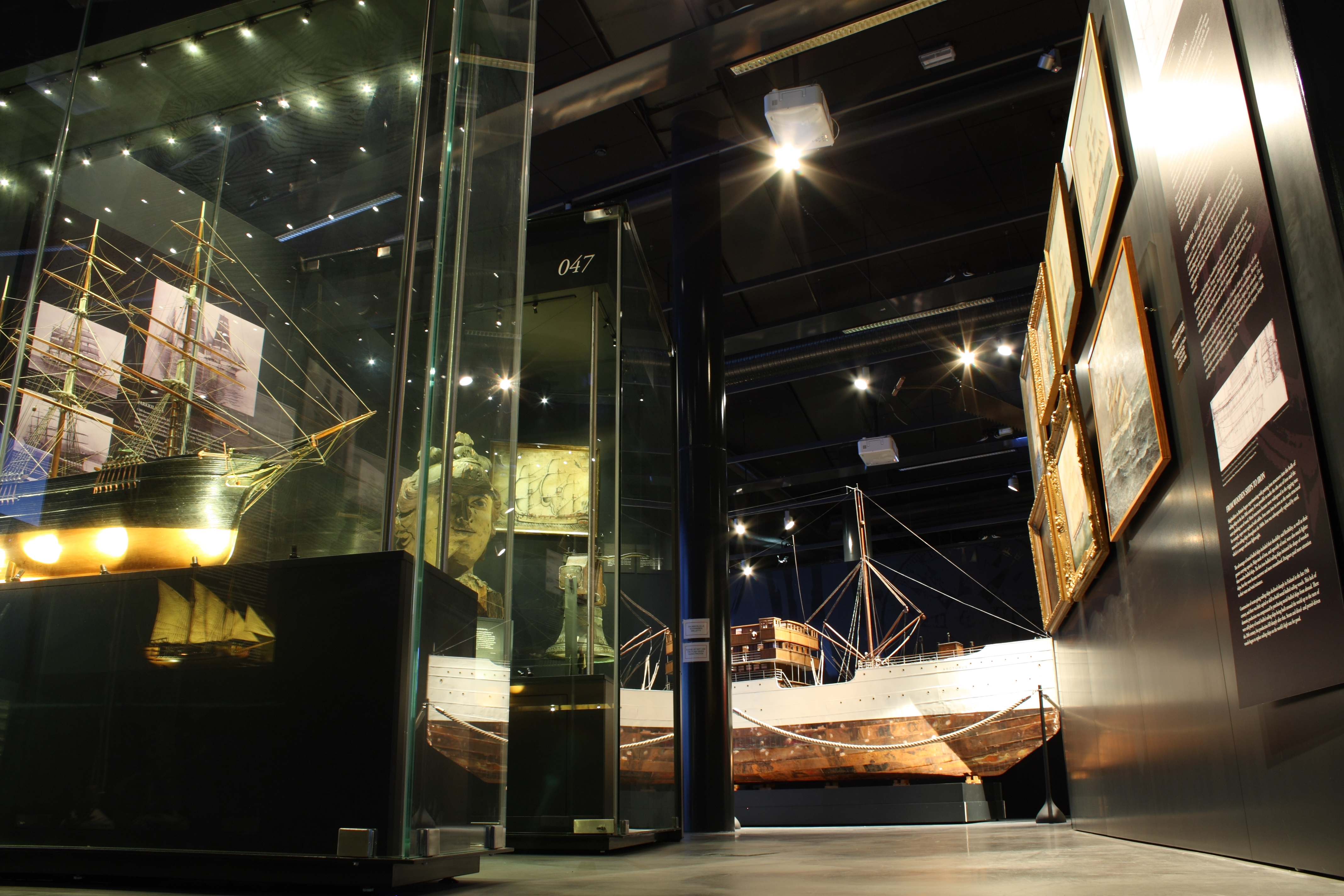
Hall d'exposition

### Maquettes

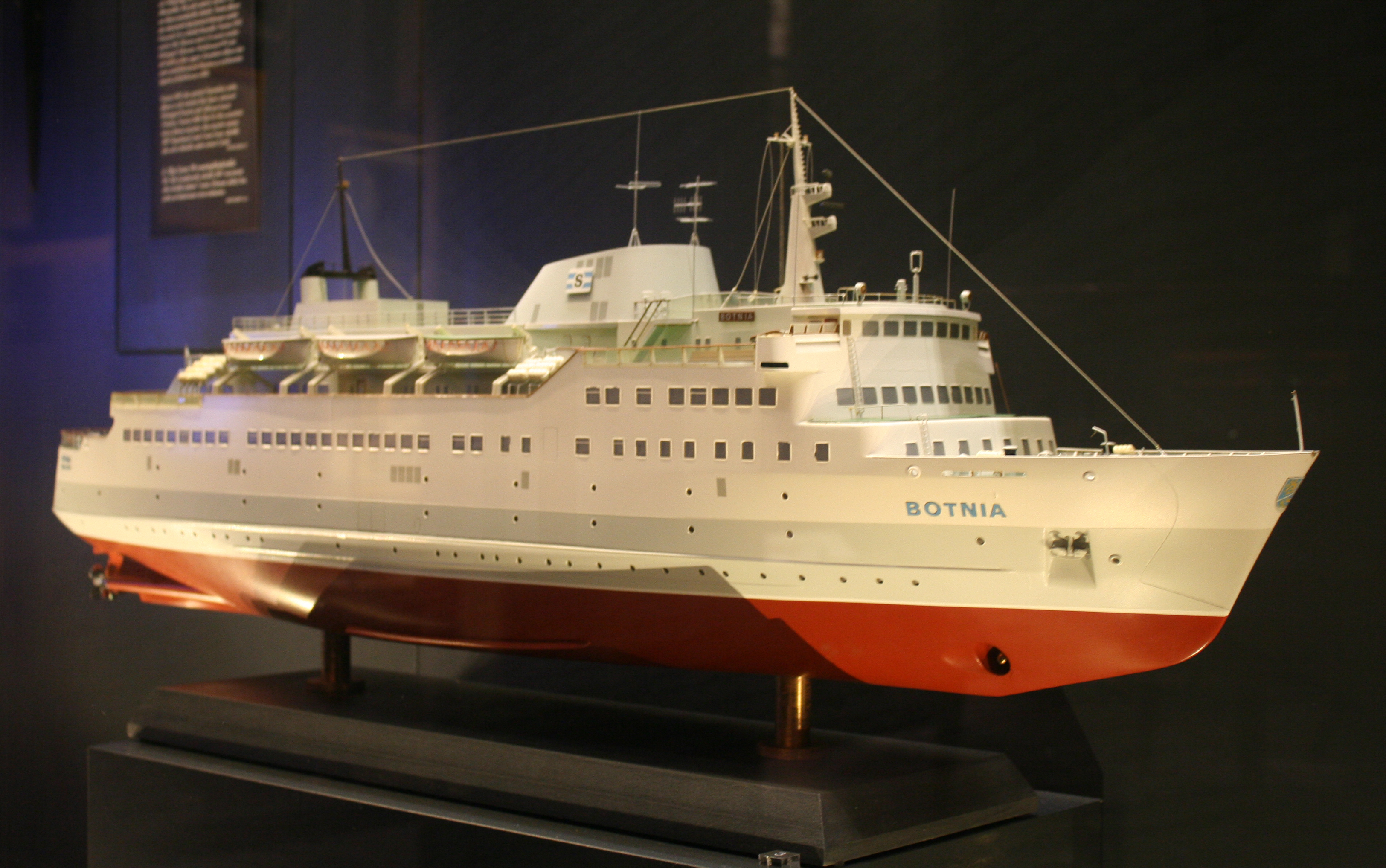
Maquette du M/S Botnia
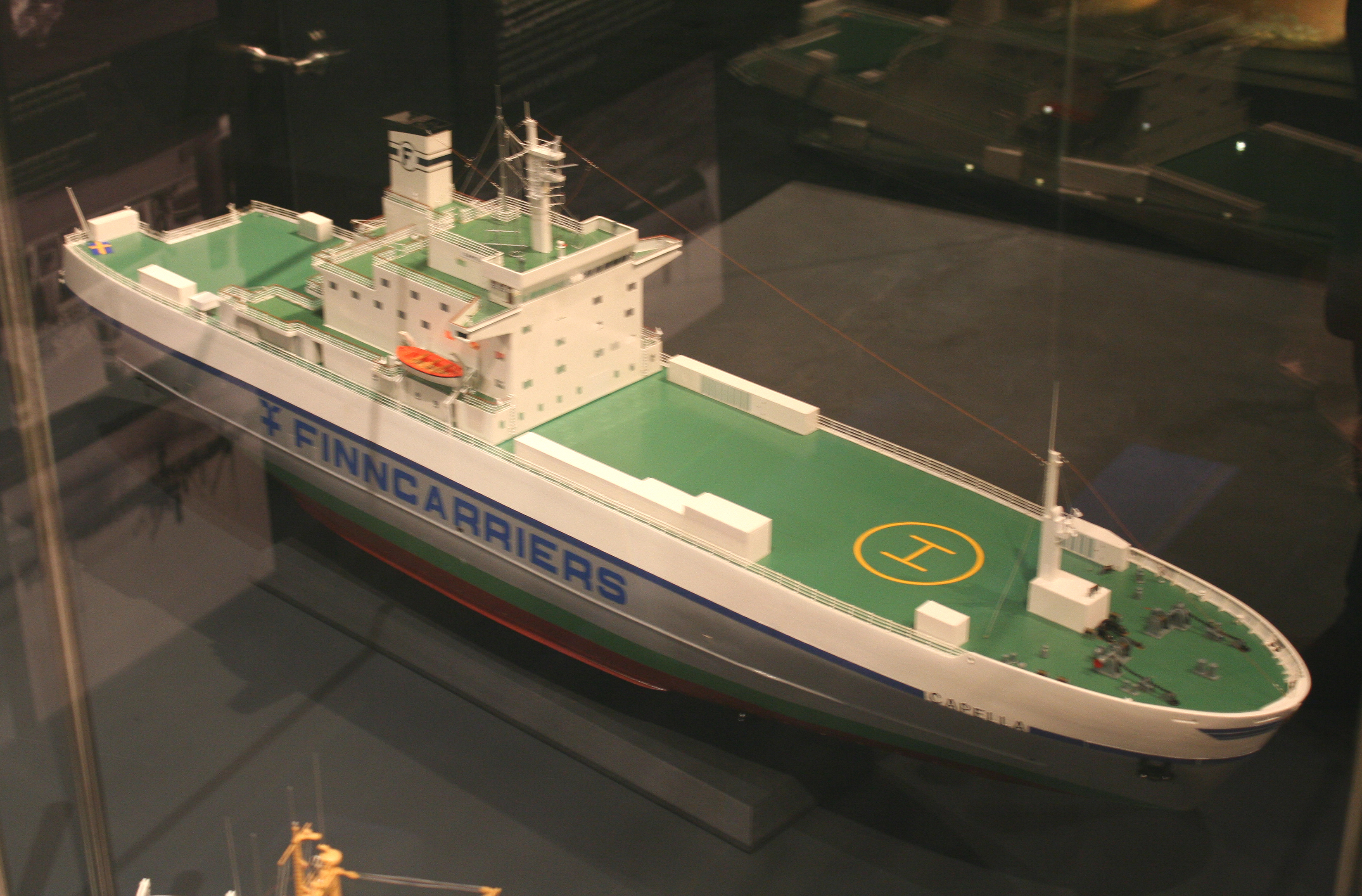
Maquette du M/S Capella av Stockholm
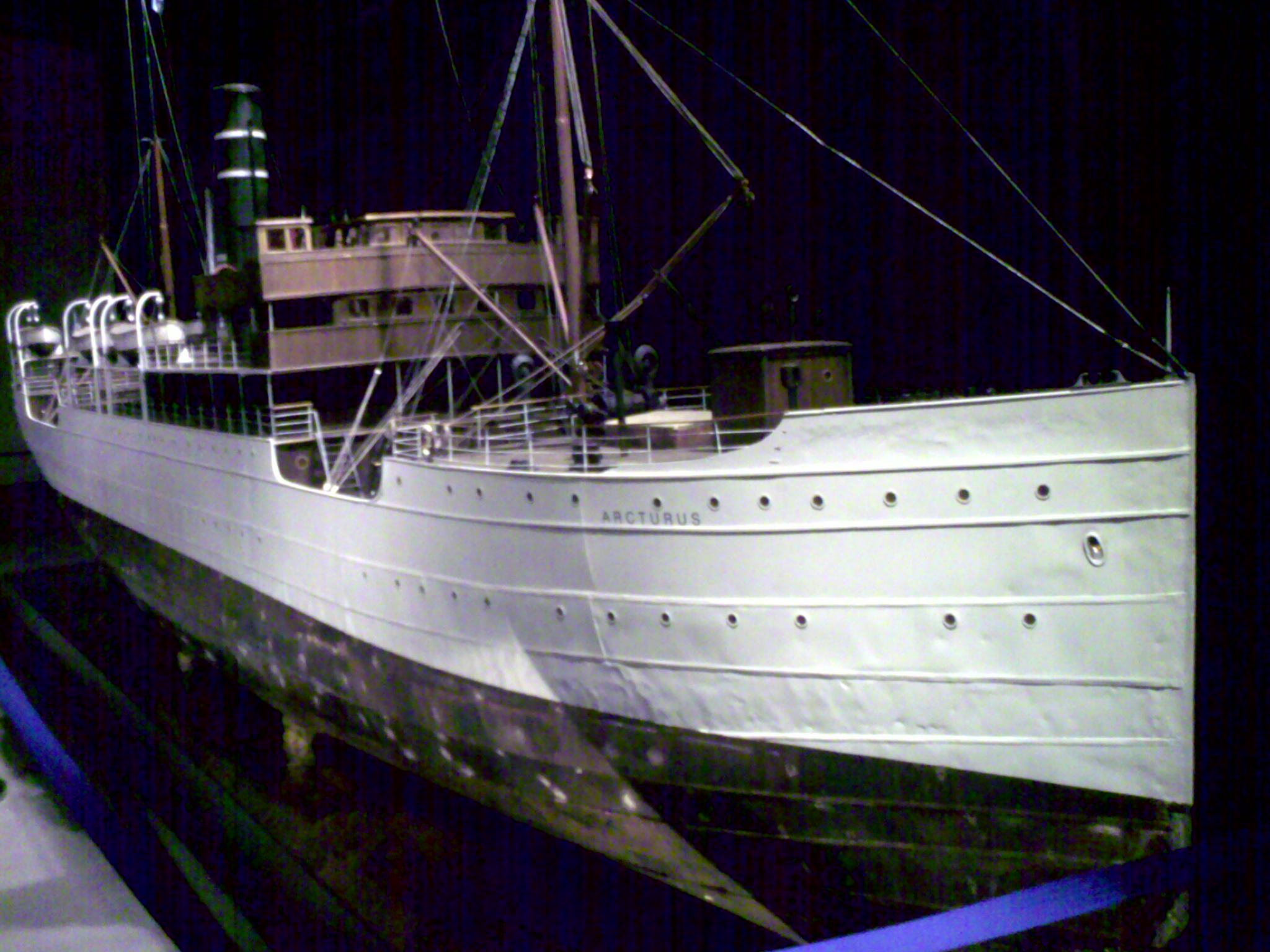
Maquette du S/S Arcturus (bateau à vapeur)
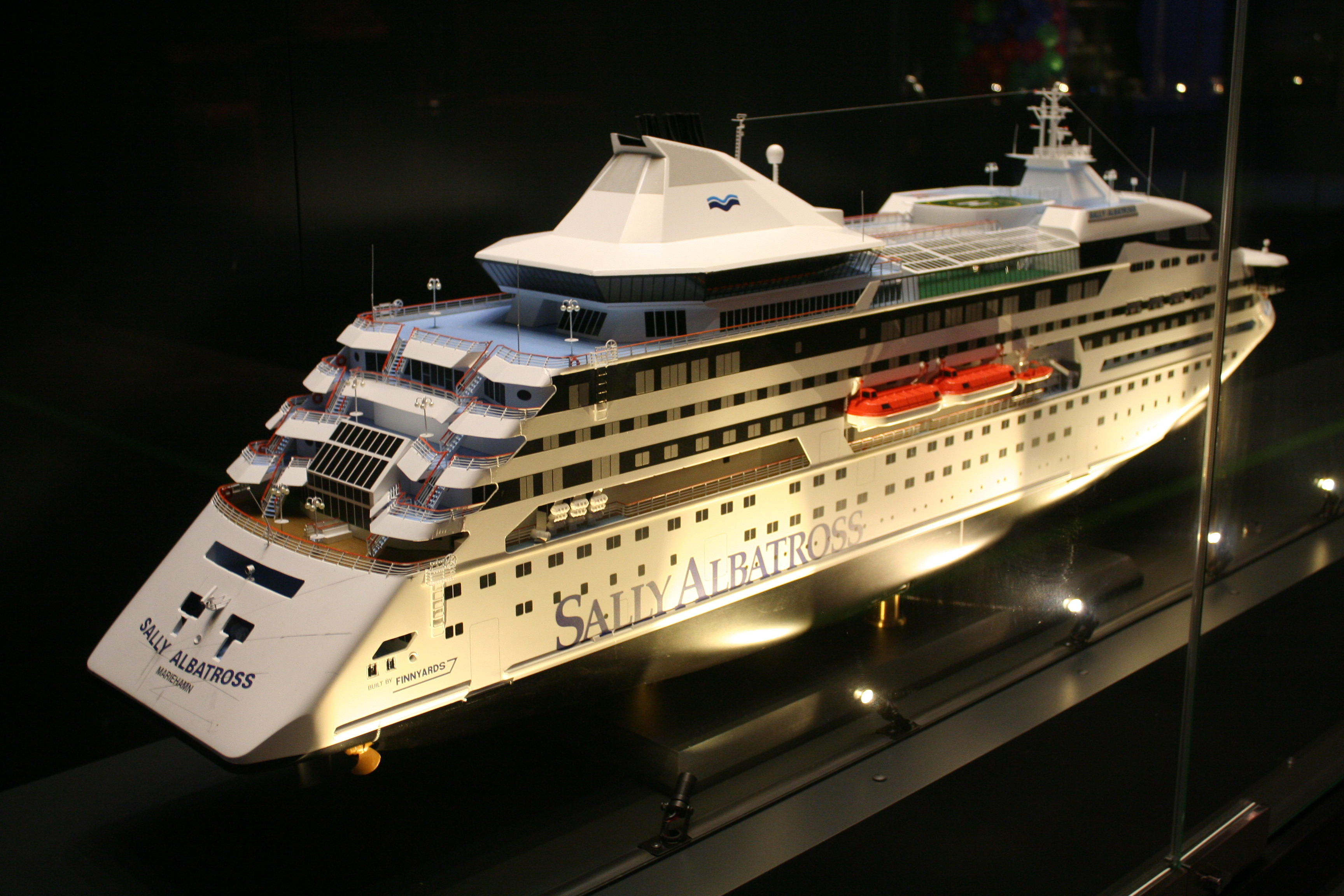
Maquette du M/S Sally Albatross
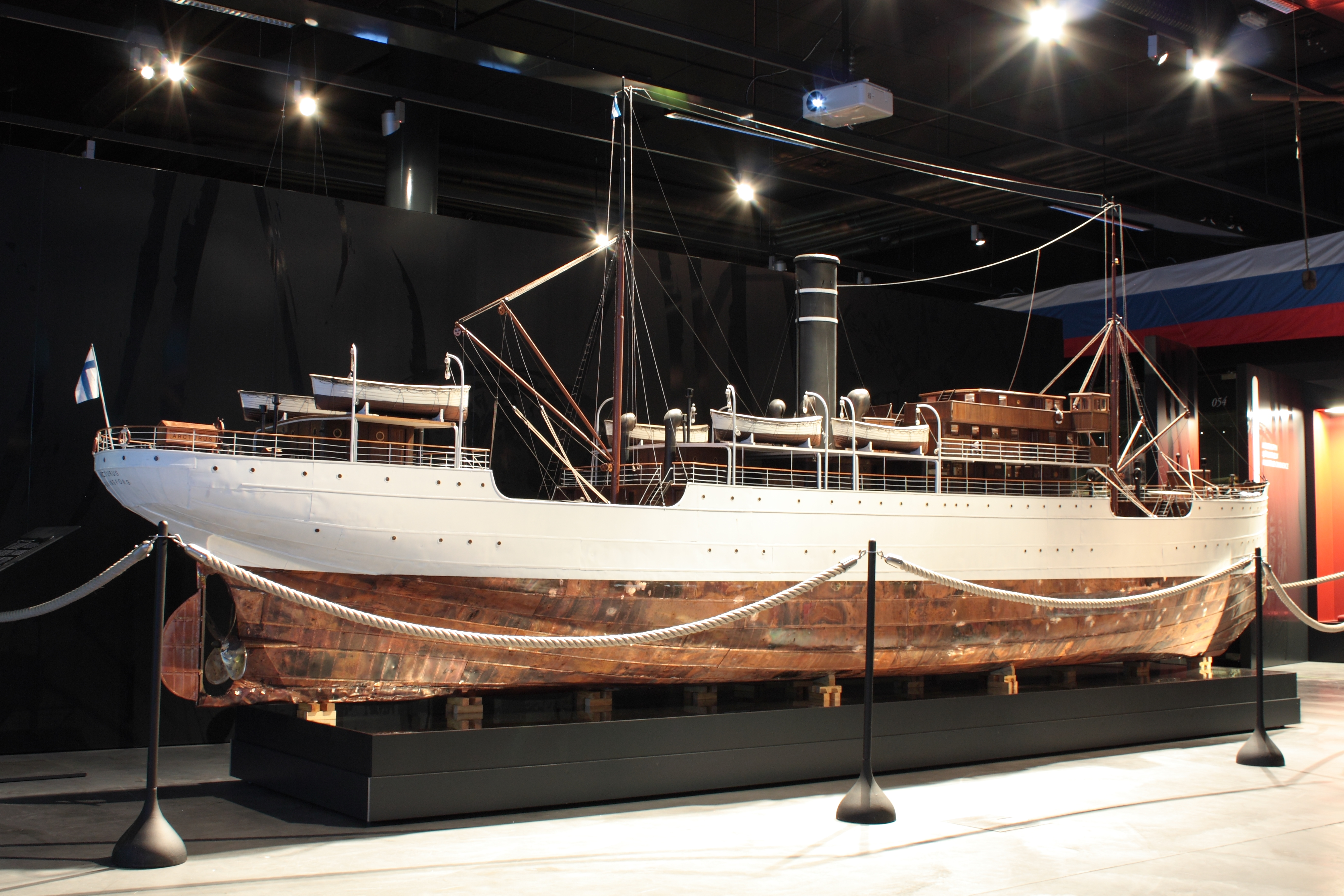
Maquette du S/S Arcturus
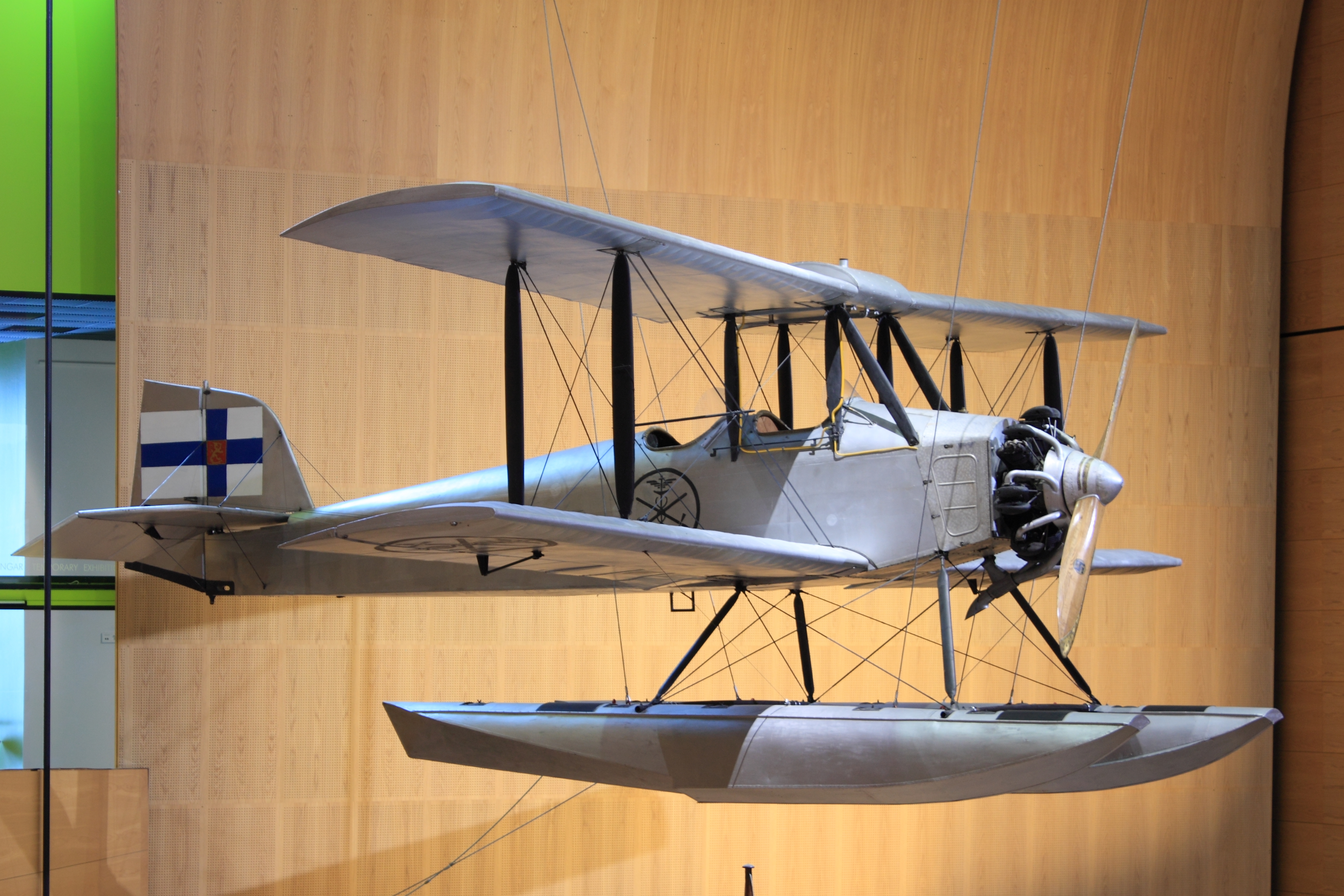
Maquette du Sääski II LK-1 (utilisé par les douanes et la garde côtière)
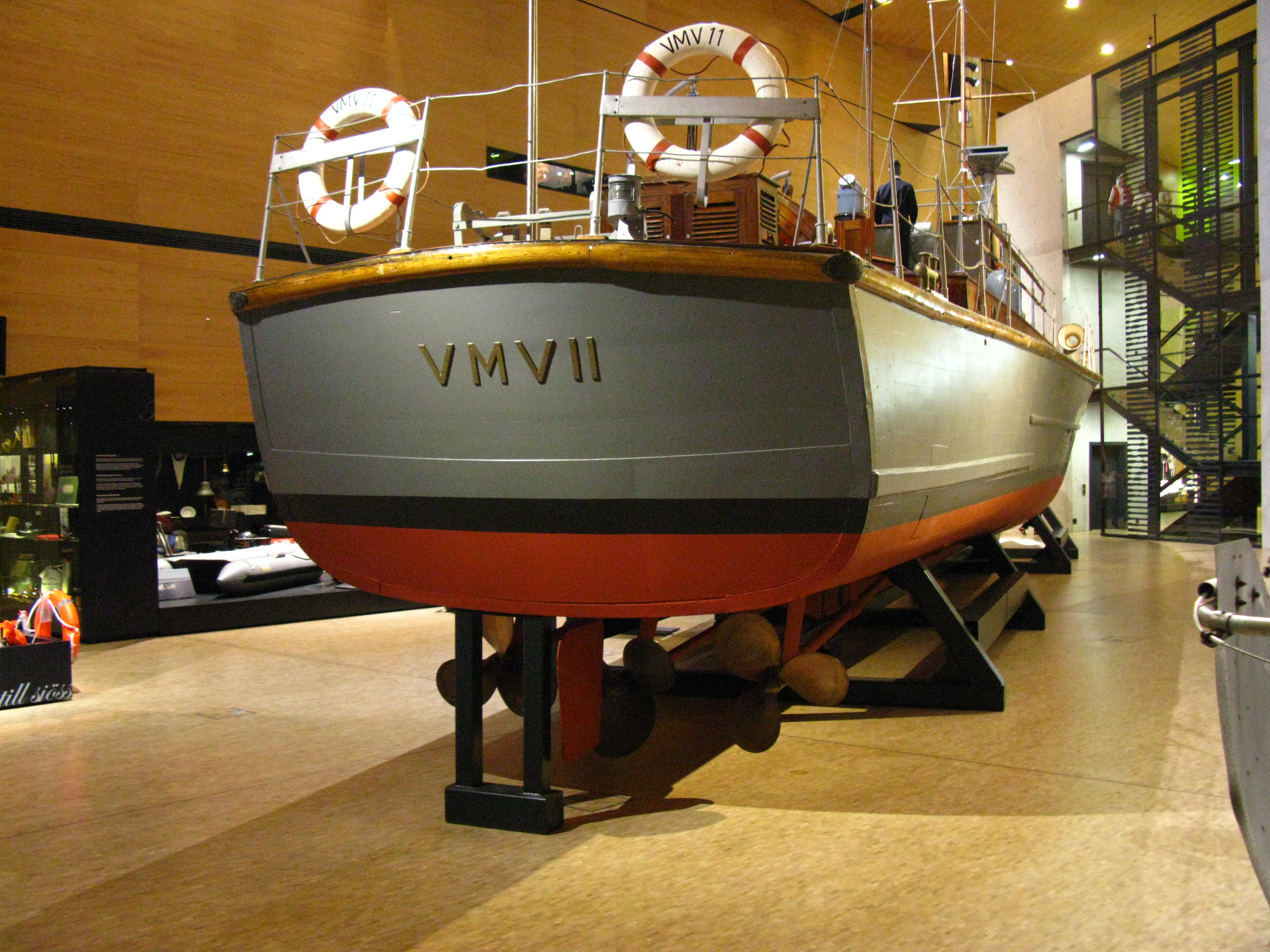
Le vaisseau militaire finlandais VMV11